# علی‌آباد کال خونی
علی‌آباد کال خونی، روستایی است از توابع بخش مرکزی شهرستان سبزوار استان خراسان رضوی ایران.

## جمعیت
این روستا در دهستان رباط قرار داشته و بر اساس سرشماری سال ۱۳۸۵ جمعیت آن ۹۱ نفر (۲۱ خانوار)
بوده است.